# Ellis (Familienname)
Ellis ist ein englischer Familienname, ausnahmsweise auch als Vorname oder Spitzname gebräuchlich.

## Vornamensträger
- Ellis Fröder (* 1956), deutsche Journalistin
- Ellis Huber (* 1949), deutscher Arzt und Gesundheitspolitiker
- Ellis Kaut (1920–2015), deutsche Kinderbuchautorin

## Namensträger

### A
- Aaron Ellis (* 1995), US-amerikanischer Footballspieler
- Abraham George Ellis (1846–1916), niederländischer Politiker und Vizeadmiral
- Affie Ellis (* ca. 1979/80), US-amerikanische Politikerin
- Albert Ellis (1913–2007), US-amerikanischer Psychotherapeut
- Alexander John Ellis (1814–1890), englischer Philologe
- Alfred Ellis (Fotograf) (1854–1930), französischer Fotograf
- Alfred Ellis (1941–2021), US-amerikanischer Jazz-Saxophonist, Komponist und Arrangeur, siehe Pee Wee Ellis
- Alfred Burdon Ellis (1852–1894), britischer Offizier und Autor
- Alfredo Ellis Júnior (1896–1974), brasilianischer Historiker, Soziologe und Essayist
- Alice Thomas Ellis (1932–2005), britische Autorin
- Allan Ellis († 2013), US-amerikanischer American-Football-Spieler
- Alton Ellis (1938–2008), jamaikanischer Sänger und Musiker
- Andrew Ellis (* 1984), neuseeländischer Rugbyspieler
- Andy Ellis (* 1987), englischer Badmintonspieler
- Anita Ellis (1920–2015), kanadische Sängerin
- Arthur Edward Ellis (1914–1999), englischer Fußballschiedsrichter
- Arthur William Mickle Ellis (1883–1966), britisch-kanadischer Mediziner
- Aunjanue Ellis-Taylor (* 1969), US-amerikanische Schauspielerin

### B
- BenJarvus Green-Ellis (* 1985), US-amerikanischer Footballspieler
- Blake Ellis (* 1999), australischer Tennisspieler
- Bob Ellis (1942–2016), australischer Journalist, Schriftsteller, Regisseur, Drehbuchautor und Dramatiker
- Brenna Ellis (* 1988), US-amerikanische Skispringerin
- Bret Easton Ellis (* 1964), US-amerikanischer Schriftsteller
- Britt-Marie Ellis (* 1958), schwedische Sportschützin
- Burkheart Ellis (* 1992), barbadischer Leichtathlet
- Burton F. Ellis (1903–2000), US-amerikanischer Jurist

### C
- Caleb Ellis (1767–1816), US-amerikanischer Politiker
- Carson Ellis (* 1975), US-amerikanische Illustratorin und Schriftstellerin
- Charles Drummond Ellis (1895–1980), britischer Physiker
- Charles Mayo Ellis (1818–1878), US-amerikanischer Anwalt und Philosoph
- Charles R. Ellis (1935–2008), US-amerikanischer Unternehmer
- Charley Ellis (* 1944), US-amerikanischer Boxer
- Chesselden Ellis (1808–1854), US-amerikanischer Politiker
- Chris Ellis (Musikproduzent) (1928–2019), britischer Jazzmusiker und Musikproduzent
- Chris Ellis (Schauspieler) (* 1956), US-amerikanischer Schauspieler
- Cindy Ellis (1926–2023), deutsch-britische Sängerin
- Clifford H. Ellis (1930–2022), US-amerikanischer Filmtechniker und Erfinder
- Clyde T. Ellis (1908–1980), US-amerikanischer Politiker
- Colin Ellis, 6. Baron Seaford (* 1946), britischer Politiker
- Cyril Ellis (1904–1973), britischer Leichtathlet

### D
- Dale Ellis (* 1960), US-amerikanischer Basketballspieler
- Dan Ellis (* 1980), kanadischer Eishockeytorwart und -scout
- Dana Ellis (* 1979), kanadische Stabhochspringerin
- Daniel Ellis (Radsportler) (* 1988), australischer Bahnradsportler
- Dave Ellis (Leichtathlet) (* 1937), kanadischer Leichtathlet
- Dave Ellis (Spieledesigner) (* 1965), US-amerikanischer Computerspieldesigner
- Dave Ellis (Musiker) (* 1967), US-amerikanischer Saxophonist
- Dave Ellis (Schwimmer), britischer Schwimmer
- David Ellis (Fußballspieler, 1869) (1869–1940), schottischer Fußballspieler
- David Ellis (Fußballspieler, 1900) (1900–??), schottischer Fußballspieler
- David Ellis (Drehbuchautor) (1918–1978), britischer Drehbuchautor
- David Ellis (Komponist) (* 1933), britischer Komponist
- David Ellis (Cricketspieler) (* 1934), britischer Cricketspieler
- David Ellis (Architekt) (* 1953), kanadischer Architekt
- David Ellis (Schriftsteller) (* 1967), US-amerikanischer Jurist und Schriftsteller
- David H. Ellis (* 1945), US-amerikanischer Biologe und Naturschützer
- David R. Ellis (1952–2013), US-amerikanischer Regisseur und Stuntman
- Deborah Ellis (* 1960), kanadische Autorin
- Desiree Ellis (* 1963), südafrikanische Fußballspielerin und -trainerin
- Dessie Ellis (* 1953), irischer Politiker (Sinn Féin)
- Dock Ellis (1945–2008), US-amerikanischer Baseballspieler
- Don Ellis (Boxer) (1926–1976), US-amerikanischer Boxer
- Don Ellis (1934–1978), US-amerikanischer Jazz-Musiker
- Doug Ellis (1924–2018), britischer Geschäftsmann und Fußballfunktionär

### E
- E. John Ellis (Ezekiel John Ellis; 1840–1889), US-amerikanischer Politiker
- Ed Ellis (* 1954), US-amerikanischer Eisenbahnmanager
- Edgar C. Ellis (1854–1947), US-amerikanischer Politiker
- Edward Ellis (Cricketspieler) (1810–1887), englischer Cricketspieler
- Edward Ellis (Schauspieler) (1870–1952), US-amerikanischer Schauspieler
- Edward Ellis (Bischof) (1899–1879), britischer Geistlicher, Bischof von Nottingham
- Edward R. Ellis (* um 1949), pensionierter Generalmajor der US Air Force
- Edward S. Ellis (Edward Sylvester Ellis; 1840–1916), US-amerikanischer Schriftsteller
- Eli Ellis (* 1948), australischer Sportschütze
- Eliécer Ellis (* 1945), panamaischer Basketballspieler
- Ellen Elizabeth Ellis (1829–1895), neuseeländische Feministin und Schriftstellerin
- Erle C. Ellis (* 1963), US-amerikanischer Umweltwissenschaftler
- Everett Ellis (1897–1973), US-amerikanischer Zehnkämpfer

### F
- Florence Hawley Ellis (1906–1991), US-amerikanische Anthropologin, Ethnographin und Archäologin
- Francis Robert Ellis (1849–1915), britischer Kolonialgouverneur
- François Ellis (* 1959), südafrikanischer Snookerspieler
- Frazer Ellis (* 1996), neuseeländischer Eishockeyspieler
- Fred Ellis (* 1963), südafrikanischer Boxer
- Fremont Ellis (1897–1985), US-amerikanischer Maler

### G
- George Ellis (Leichtathlet) (* 1932), britischer Sprinter
- George Ellis (Dichter) (1753–1815), englischer Dichter
- George F. R. Ellis (* 1939), südafrikanischer Physiker und Mathematiker
- George Forbes Ellis (1903–1972), amerikanischer Viehzüchter, Pionier auf dem Gebiet der Rindfleischproduktion
- Greg Ellis (* 1968), britischer Schauspieler

### H
- Havelock Ellis (1859–1939), britischer Sexualforscher und Sozialreformer
- Harold Ellis (* 1970), US-amerikanischer Basketballspieler
- Harry Ellis (* 1982), englischer Rugbyspieler
- Henry Ellis (Politiker) (1721–1806), britischer Forscher, Autor und Kolonialpolitiker
- Henry Ellis (Diplomat) (1777–1855), britischer Diplomat und Beamter
- Herb Ellis (1921–2010), US-amerikanischer Jazz-Gitarrist
- Herb Ellis (Schauspieler) (Herbert Siegel; 1921–2018), US-amerikanischer Schauspieler
- Hubert Summers Ellis (1887–1959), US-amerikanischer Politiker

### J
- James Ellis († 2014), britischer Schauspieler
- James H. Ellis (1924–1997), britischer Kryptologe
- James O. Ellis (* 1947), pensionierter Admiral der US-Navy
- Jan Ellis (1942–2013), südafrikanischer Rugby-Union-Spieler
- Jasmine Ellis, kanadische Schauspielerin, Filmemacherin, Tänzerin und Choreografin
- Jay Ellis (* 1981), US-amerikanischer Schauspieler
- Jerold Dwight Ellis, eigentlicher Name von Yukmouth (* 1974), US-amerikanischer Rapper
- Jill Ellis (* 1966), US-amerikanische Fußballtrainerin
- Jimmy Ellis (Musiker) (1930–2021), US-amerikanischer Jazzmusiker
- Jimmy Ellis (Boxer) (1940–2014), US-amerikanischer Boxer
- Jimmy Ellis (Sänger) (1945–1998), US-amerikanischer Sänger
- Jo Ellis (* 1983), britische Hockeyspielerin
- Jo Ellis-Monaghan, amerikanische Mathematikerin
- Joanne Ellis (* 1981), britische Hockeyspielerin
- Job Bicknell Ellis (1829–1905), US-amerikanischer Mykologe
- Joe Ellis-Brown (* 1967), südafrikanischer Segler
- Joey B. Ellis, US-amerikanischer Rapper, Gitarrist und Keyboarder
- John Ellis (Naturforscher) (um 1710–1776), irischer Botaniker und Zoologe
- John Ellis (Henker) (1874–1932), britischer Henker
- John Ellis (Politiker, 1930) (* 1930), britischer Politiker (Labour Party)
- John Ellis (Spezialeffektkünstler), Spezialeffektkünstler
- John Ellis (Physiker) (* 1946), britischer Physiker
- John Ellis (Politiker, 1952) (* 1952), irischer Politiker (Fianna Fáil)
- John Ellis (Saxophonist) (* 1974), US-amerikanischer Saxophonist
- John Edward Ellis (1841–1910), britischer Politiker
- John Raymond Ellis (1929–1994), kanadischer Politiker
- John Valentine Ellis (1835–1913), kanadischer Politiker
- John Whittaker Ellis (1829–1912), britischer Politiker
- John Willis Ellis (1820–1861), US-amerikanischer Politiker
- Jorge Ellis (Jorge Walton Ellis, * 1992), nicaraguanischer Fußballspieler
- Joseph J. Ellis (* 1943), US-amerikanischer Historiker
- Joy Ellis (* ≈1990), britische Jazzmusikerin

### K
- Kate Ellis (* 1977), australische Politikerin
- Katharine Ellis (* 1963), britische Musikwissenschaftlerin
- Katherine Ellis (* 1965), britische Sängerin
- Kathleen Ellis (* 1946), US-amerikanische Schwimmerin
- Kendall Ellis (* 1996), US-amerikanische Sprinterin
- Kerry Ellis (* 1979), englische Musicaldarstellerin
- Kevin Ellis (Politiker) (1908–1975), australischer Politiker
- Kevin Ellis (Rugbyspieler) (* 1965), walisischer Rugbyspieler
- Kevin Ellis (Skeletonpilot) (* 1973), US-amerikanischer Skeletonpilot
- Kevin Ellis (Fußballspieler, 1977) (* 1977), englischer Fußballspieler
- Kevin Ellis (Fußballspieler, 1991) (* 1991), US-amerikanischer Fußballspieler

### L
- LaPhonso Ellis (* 1970), US-amerikanischer Basketballspieler
- Larry R. Ellis (* 1946), US-amerikanischer General
- Lauren Ellis (* 1989), neuseeländische Radsportlerin
- LeRon Ellis (* 1969), US-amerikanischer Basketballspieler
- LeRoy Ellis (1940–2012), US-amerikanischer Basketballspieler
- Lester Ellis (* 1965), australischer Boxer mit britischem Hintergrund im Superfedergewicht
- Leven H. Ellis (1881–1968), US-amerikanischer Politiker
- Lilian Ellis (1907–1951), dänische Tänzerin und Schauspielerin
- Lisle Ellis (* 1951), kanadischer Jazz-Bassist und Komponist
- Lloyd Ellis (1920–1994), US-amerikanischer Gitarrist

### M
- Marc Ellis (* 1952), US-amerikanischer Theologe
- Marcus Ellis (* 1989), englischer Badmintonspieler
- Mark Ellis (Sänger) (* 1943), deutscher Schlagersänger
- Mark Ellis (Autor) (* 1953), US-amerikanischer Autor
- Mark Ellis (Jurist) (* 1957), britisch-US-amerikanischer Jurist für internationales Recht
- Mark Ellis (* 1960), britischer Toningenieur und Musikproduzent, siehe Flood (Produzent)
- Mark Ellis (Fußballspieler, 1962) (* 1962), englischer Fußballspieler
- Mark Ellis (Rugbyspieler) (* 1971), neuseeländischer Rugbyspieler
- Mark Ellis (Baseballspieler) (* 1977), US-amerikanischer Baseballspieler
- Mark Ellis (Fußballspieler, 1988) (* 1988), englischer Fußballspieler
- Mark Ellis (Schauspieler), kanadischer Schauspieler und Drehbuchautor
- Mary Ellis (Schauspielerin) (1897–2003), US-amerikanisch-englische Sängerin und Schauspielerin
- Mary Ellis (Pilotin) (1917–2018), britische Luftfahrtpionierin, Pilotin im Zweiten Weltkrieg
- Mary Beth Ellis (* 1977), US-amerikanische Triathletin
- Mary Elizabeth Ellis (* 1979), US-amerikanische Schauspielerin
- Mary H. Ellis (* vor 1987), Tontechnikerin
- Matt Ellis (* 1981), kanadischer Eishockeyspieler
- Meredith Ellis (* 1941), US-amerikanische Sprinterin
- Michael Ellis (Bischof) (1652–1726), englischer Geistlicher
- Michael Ellis (Politiker, 1941) (1941–2018), US-amerikanischer Politiker
- Michael Ellis (Filmeditor) (* 1943), britischer Filmeditor
- Michael Ellis (Politiker, 1967) (* 1967), britischer Politiker
- Mike Ellis (Leichtathlet) (* 1936), britischer Hammerwerfer
- Mike Ellis (Eishockeyspieler) (* 1973), britisch-kanadischer Eishockeyspieler und -trainer
- Mirko Ellis (1923–2014), Schweizer Schauspieler
- Monica Ellis (* ≈1975), US-amerikanische Musikerin
- Monta Ellis (* 1985), US-amerikanischer Basketballspieler
- Morris Ellis (1929–2017), US-amerikanischer Posaunist und Bandleader

### N
- Nathan Ellis (* 1994), australischer Cricketspieler
- Nelsan Ellis (1977–2017), US-amerikanischer Schauspieler
- Nigel Ellis (* 1997), jamaikanischer Leichtathlet

### O
- Óscar Ellis (1909–1987), chilenischer Fußballspieler
- Osian Ellis (1928–2021), britischer Harfenist

### P
- Patricia Ellis (1918–1970), US-amerikanische Schauspielerin und Sängerin
- Pee Wee Ellis (1941–2021), US-amerikanischer Jazzmusiker
- Perry Ellis (1940–1986), US-amerikanischer Modeschöpfer
- Perry Ellis (Basketballspieler) (* 1993), US-amerikanischer Basketballspieler
- Peter Ellis (Architekt) (1808–1888), britischer Architekt
- Peter Ellis, ein Pseudonym von Irving Lerner (1909–1976), US-amerikanischer Regisseur
- Peter Berresford Ellis, eigentlicher Name von Peter Tremayne (* 1943), britischer Historiker
- Peter Ellis (Regisseur) (1948–2006), britischer Fernsehregisseur
- Peter Ellis (Fußballspieler) (* 1956), englischer Fußballspieler
- Peter Hugh McGregor Ellis (1958–2019), neuseeländischer Kinderpfleger, der wegen angeblichen sexuellen Kindesmissbrauchs verurteilt, inhaftiert und erst nach seinem Tod rehabilitiert wurde
- Philip Ellis (* 1992), britischer Automobilrennfahrer
- Phyllis Ellis (* 1959), kanadische Hockeyspielerin
- Powhatan Ellis (1790–1863), US-amerikanischer Politiker

### Q
- Quinn Ellis (* 2003), britischer Basketballspieler

### R
- R. John Ellis (Reginald John Ellis; * 1935), britischer Biologe
- Rashida Ellis (* 1995), US-amerikanische Boxerin
- Raymond Ellis (1923–1994), britischer Politiker
- Richard Ellis (Politiker) (1781–1846), US-amerikanischer Politiker
- Richard Ellis (Mediziner) (1902–1966), britischer Pädiater und Hochschullehrer
- Richard Ellis (Biologe) (1938–2024), US-amerikanischer Meeresbiologe
- Richard Ellis (Astronom) (* 1950), britischer Astronom und Hochschullehrer
- Richard H. Ellis (1919–1989), US-amerikanischer Pilot, General, Vize-Stabschef der US-Luftwaffe
- Richard Keith Ellis (* 1949), britischer Physiker
- Richard S. Ellis (1947–2018), US-amerikanischer Mathematiker
- Robin Ellis (* 1942), britischer Schauspieler und Kochbuchautor
- Robinson Ellis (1834–1913), englischer Philologe
- Roger Pearson Ellis (* 1944), südafrikanischer Botaniker
- Romallis Ellis (* 1965), US-amerikanischer Boxer
- Ron Ellis (Eishockeyspieler) (Ronald John Edward Ellis; 1945–2024), kanadischer Eishockeyspieler
- Ron Ellis (Regisseur), US-amerikanischer Filmregisseur, Drehbuchautor und Filmproduzent
- Ron Ellis (Basketballspieler) (* 1967), US-amerikanisch-belgischer Basketballspieler
- Rupert Ellis-Brown (* 1969), südafrikanischer Segler
- Ruth Ellis (1926–1955), britische Mörderin
- Ryan Ellis (* 1991), kanadischer Eishockeyspieler

### S
- Sally Ellis (* 1958), britische Marathonläuferin
- Sam Ellis (Fußballspieler) (* 1946), englischer Fußballspieler und -trainer
- Sam Ellis (Snookerspieler), englischer Snookerspieler
- Sam Ellis (Leichtathlet) (* 1982), britischer Mittelstreckenläufer
- Sean Ellis (* 1970), US-amerikanischer Filmregisseur, Filmproduzent, Autor und Modefotograf
- Sedrick Ellis (* 1985), US-amerikanischer Footballspieler
- Shirley Ellis (1929–2005), US-amerikanische Sängerin und Songschreiberin
- Sian Massey-Ellis (* 1985), englische Fußballschiedsrichterassistentin
- Simon Ellis (* 1963), Segler aus Hongkong
- Sophia Ellis (1927–2022), US-amerikanische Lehrerin
- Sophie Ellis-Bextor (* 1979), britische Sängerin
- Stephen Ellis (Historiker) (1953–2015), britischer Historiker und Afrikanist
- Stephen Ellis (Filmeditor), britischer Filmeditor und Filmproduzent
- Stephen Ellis (E-Sportler) (Snoopeh; * 1991), britischer E-Sportler
- Steven G. Ellis (* 1950), britischer Historiker
- Susan Williams-Ellis (1918–2007), US-amerikanische Designerin (Portmeirion Pottery)
- Suzie Ellis (* 1969), britische Ruderin

### T
- Thomas Scott-Ellis, 8. Baron Howard de Walden (1880–1946), britischer Adliger und Olympiateilnehmer im Motorbootfahren
- Tom Ellis (* 1978), walisischer Schauspieler
- Tommy Ellis (* 1947), US-amerikanischer Rennfahrer
- Trinity Ellis (* 2002), kanadische Rennrodlerin
- Tyrone Ellis (* 1977), US-amerikanischer Basketballspieler

### W
- Wade H. Ellis (1866–1948), US-amerikanischer Jurist und Politiker
- Warren Ellis (Musiker) (* 1965), australischer Musiker und Komponist
- Warren Ellis (Autor) (* 1968), britischer Autor
- Wilbert Ellis (1914–1977), US-amerikanischer Blues-Sänger und -Pianist
- Wilhelm Michel Ellis (1926–2003), niederländischer Bischof
- William Ellis (Autor) (ca. 1700–1758), englischer Autor
- William Ellis (1794–1872), englischer Missionar, Autor und Forschungsreisender
- William Ellis (Schauspieler) (* 1943), britischer Schauspieler
- William Cox Ellis (1787–1871), US-amerikanischer Politiker
- William R. Ellis (1850–1915), US-amerikanischer Politiker
- William Thomas Ellis (1845–1925), US-amerikanischer Politiker
- William Wade Ellis (1751–1785), britischer Naturforscher
- William Webb Ellis (1806–1872), britischer Rugby-Lobbyist

### Z
- Zachary Ellis-Hayden (* 1992), barbadischer Fußballspieler